# Parc Nacional de Zinave
El Parc Nacional de Zinave (Parc Nacional do Zinave o PNZ) és una àrea protegida a la província d'Inhambane a Moçambic, creat per decret el 26 de juny de 1973. Aquest parc està previst que juntament amb els parcs també moçambiquesos del Parc Nacional de Limpopo i el Parc Nacional de Banhine,que formin part del Parc transfronterer del Gran Limpopo amb parcs de Sud-àfrica i Zimbàbue.

## Territori
El parc s'estén al sud del riu Save a la província d'Inhambane, amb una superfície de 4.000 km². El 1962 va ser declarat per primera vegada com un territori de caça a càrrec de Moçambic Safariland,i va ser promogut a parc nacional el 1972. L'àrea representa una transició entre les zones tropicals humides i seques i té una precipitació anual d'uns 800 mil·límetres o menys.

## Ecologia
Un informe de 2010 diu que el parc havia estat descuidat fins fa poc temps, i la major part de la seva fauna gran havia estat destruïda per la caça il·legal. Les espècies que són localment extintes o prop extintes inclouen rinoceront negre del centre-sud, el búfal africà, guepard sud-africà, redunca, eland, elefant africà de sabana, girafa sud-africana, búbal de Lichtenstein, antílop equí, antílop sabre, hiena tacada, nyus i la zebra de Selous.
El parc compta amb moltes diverses espècies d'arbres i almenys 41 espècies de gramínies. El canal del riu Save està sota l'aigua quan el riu està en crescuda, però en altres ocasions estan exposats grans àrees de bancs de sorra. El bosc de ribera es troba en els talussos i dics al sud del riu, amb arbres que tenen altures de fins a 20 metres (66 ft). L'agricultura migratòria ha degradat aquest bosc. Més lluny del riu hi ha boscos d'acacia nigrescens, que cobreixen el 10,5% del parc, fonent-se en paisatges de mopane i miombo al sud. El paisatge mopane es troba en sòls més pesats i cobreix el 37,5% del parc, dominat per boscos tancats dominats pel mopane. El paisatge Sandveld, boscos oberts sobre sòls sorrencs profundament graduats, cobreix el 16,7% del parc. Finalment, el paisatge miombo cobreix el 29,5% del parc a la part sud-est, més humida i inclou prades obertes i aiguamolls.